# Centrale nucleare di Olkiluoto
La centrale nucleare di Olkiluoto (in finlandese Olkiluodon ydinvoimalaitos) è una centrale nucleare situata sull'isola di Olkiluoto, situata nel golfo di Botnia, nella municipalità di Eurajoki nella Finlandia occidentale. È una delle sole due centrali nucleari finlandesi, possiede due reattori BWR per 1.770 MW. I due depositi nazionali adibiti allo stoccaggio delle scorie sono anch'essi sull'isola.
La centrale è famosa per essere la sede del primo reattore EPR, e quindi anche del primo reattore di III+ gen al mondo, oltre che il primo reattore commissionato in Europa occidentale negli ultimi 15 anni, l'ultimo è stato infatti il reattore francese di Civaux 2 nel 1991.

## Olkiluoto 1 e 2
Le unità 1 e 2 consistono in due BWR, ognuna delle quali produce 890 MW di elettricità. L'appaltatore principale era ASEA-Atom, ora parte di Westinghouse Electric Sweden AB. I generatori a turbina furono forniti da Stal-Laval. L'architettura delle unità fu progettata da ASEA-Atom. I recipienti a pressione del reattore sono stati costruiti da Uddcomb Sweden AB, e le parti interne del reattore, i componenti meccanici da Finnatom. L'attrezzatura elettrica è stata fornita da Strömberg. L'unità 1 è stata costruita da Atomirakennus e l'unità 2 da Jukola e Työyhtymä. L'unità 1 ha raggiunto la sua criticità iniziale nel luglio 1978 e ha iniziato le operazioni commerciali nell'ottobre 1979. L'unità 2 ha raggiunto la sua criticità iniziale nell'ottobre 1979 e ha iniziato le operazioni commerciali nel luglio 1982.
La potenza originale dei reattori era di 660 MW. Sono stati aumentati a 710 MW nel 1983-1984, a 840 MW nel 1995-1998, e ulteriormente a 860 MW nel 2005-2006. Nel 2010 e nel 2011 sono stati eseguiti importanti aggiornamenti alle unità, compresa la sostituzione delle turbine e dei generatori, delle valvole di isolamento, dei commutatori elettrici e delle pompe dell'acqua di mare. Gli aggiornamenti hanno aumentato la produzione elettrica netta di 20 MW a 880 MW ciascuno.
Nel 2017, l'unità 2 è stata aggiornata e modernizzata, aumentando ulteriormente la produzione a 890 MW dall'inizio del 2018. Un aggiornamento simile all'unità 1 è stato eseguito nel 2018. La manutenzione estesa è stata fatta anche per preparare una domanda di rinnovo della licenza. L'estensione della licenza è stata concessa nel settembre 2018 e permette ai reattori di funzionare fino al 2038.

## Olkiluoto 3
La costruzione del terzo reattore, avviata il 12 agosto 2005, è uno sforzo congiunto della francese Areva e della tedesca Siemens AG attraverso la loro sussidiaria comune Areva NP. Il costo previsto all'atto del contratto per l'impianto era di circa 3,2 miliardi di euro senza contare le altre strutture logistiche, ma nel corso degli anni questo importo è cresciuto a più riprese fino all'ultima stima di agosto 2009 da parte di Areva, secondo cui il costo finale dell'impianto dovrebbe ammontare a 5,3 miliardi di Euro. Ad inizio lavori si prevedeva di poter rendere operativo il terzo reattore nel 2009; in seguito la data venne corretta al 2012 e poi alla prima metà del 2013. nell'ottobre 2017 il costo dell'impianto senza costi di progettazione aveva raggiunto la cifra di 8.5 miliardi di euro,
Nel 2009 Siemens ha annunciato di voler abbandonare il progetto.
Nel dicembre 2011 la TVO aveva annunciato che l'impianto nucleare da 1.600 MWe sarebbe entrato in attività commerciale nell'agosto 2014, circa cinque anni più tardi di quanto originariamente previsto. Nel luglio 2012, l'utility finlandese ha dichiarato che il reattore Epr «Non sarà pronto per la produzione regolare di energia elettrica nel 2014».
Nel settembre 2014, Areva e Siemens annunciano che l'impianto non potrà realisticamente essere avviato prima del tardo 2018, accusando il committente TVO di lungaggini nell'approvazione del progetto. La TVO ha da parte sua dichiarato che Areva e Siemens hanno impiegato troppo tempo nella progettazione.
Nel 2017, Areva è riorganizzata: il completamento del reattore n° 3 della centrale nucleare di Olkiluoto rimane in capo alla vecchia "Areva S.A.", mentre la "New Areva" raggruppa tutte le attività legate al ciclo del combustibile nucleare e "New NP" riprende le attività legate agli altri reattori nucleari in realizzazione (Flamanville 3, Taishan 1 e 2).
Al giugno 2018, l'operatività commerciale del reattore era prevista per settembre 2019.
La prima criticità del reattore è stata raggiunta il 21 dicembre 2021. Un intervento automatico dello SCRAM non pianificato si è verificato il 14 gennaio 2022, ritardando la connessione alla rete nazionale al febbraio 2022. La produzione di elettricità della terza unità della centrale nucleare di Olkiluoto è iniziata sabato 12 marzo 2022, alle 12.01. La produzione regolare di elettricità di OL3 sarebbe dovuta iniziare a luglio 2022.
A maggio 2022, materiale estraneo è stato trovato nel riscaldatore di vapore della turbina, provocando la chiusura dell'impianto per circa tre mesi, per lavori di riparazione. La regolare produzione dovrebbe iniziare nel dicembre 2022, dopo una fase di produzione di test.
Nel settembre 2022, la Radiation and Nuclear Safety Authority ha autorizzato il potenziamento del reattore 3 del 60% fino a 4,300 MW di capacità termica.

### Timeline of the Olkiluoto 3 project
| Data             | Evento |
| ---------------- | --- |
| Dicembre 2000    | TVO chiede al gabinetto finlandese una decisione di principio sulla nuova unità. |
| 17 Gennaio 2002  | Decisione di principio del gabinetto finlandese. |
| 24 Maggio 2002   | Il parlamento finlandese approva la decisione di principio. |
| 8 Gennaio 2004   | TVO presenta la domanda di costruzione al gabinetto finlandese. |
| 17 Febbraio 2005 | Il gabinetto finlandese approva la domanda di costruzione. |
| Luglio 2005      | Inizio della costruzione |
| Maggio 2006      | Sollevamento e installazione della parte inferiore del rivestimento di contenimento |
| Giugno 2007      | Il rivestimento di contenimento dell'edificio del reattore sale al livello +12,5 m |
| Maggio 2008      | Edificio del combustibile APC shell completato |
| Gennaio 2009     | Siemens si ritira dalla joint venture con Areva, lasciando quest'ultima come appaltatore principale |
| Gennaio 2009     | Il contenitore a pressione del reattore e la testa del contenitore arrivano sul posto |
| Maggio 2009      | Sollevamento della sala di controllo principale nell'edificio Safeguard 2 |
| Estate 2009      | Installazione della gru polare, installazione della cupola |
| Autunno 2009     | I generatori di vapore arrivano sul posto |
| Settembre 2009   | Cupola EPR installata |
| Giugno 2010      | Installazione del contenitore a pressione del reattore nell'edificio del reattore |
| Giugno 2011      | Anne Lauvergeon lascia la sua posizione come CEO di Areva |
| Novembre 2011    | Installazione dei componenti pesanti del sistema di raffreddamento primario completo |
| Luglio 2012      | Annunciato un ritardo nell'inizio della produzione non prima del 2015 |
| Dicembre 2012    | Areva stima che il costo completo della costruzione del reattore sarà di circa 8,5 miliardi di euro, o quasi tre volte il prezzo di consegna di 3 miliardi di euro.                                                                                                |
| Febbraio 2013    | TVO ha detto che si sta "preparando alla possibilità" che la terza unità di Olkiluoto non entri in funzione fino al 2016 |
| Febbraio 2014    | Areva interrompe la costruzione a causa di una disputa sulle compensazioni e sulla pianificazione dell'automazione incompiuta. Si stima che il funzionamento sarà ritardato fino al 2018-2020.                                                                     |
| Settembre 2014   | Areva ha annunciato che si aspettava che il completamento della costruzione e la messa in servizio iniziassero a metà 2016, con il funzionamento previsto per il 2018. TVO ha dichiarato di essere sorpresa che la messa in funzione richiedesse così tanto tempo. |
| Dicembre 2015    | I sistemi di automazione operativa hanno iniziato ad essere consegnati e installati. Il funzionamento commerciale è stimato per dicembre 2018. |
| Gennaio 2016     | Inizia il collaudo dei sistemi di automazione operativa. |
| Aprile 2016      | TVO presenta la domanda di licenza d'esercizio al governo finlandese. |
| Ottobre 2016     | TVO chiede a Siemens di assumersi la responsabilità finanziaria del completamento del progetto perché il suo partner di progetto, il gruppo francese Areva, è in fase di scioglimento da parte del governo francese.                                               |
| Ottobre 2017     | Il completamento è rimandato a maggio 2019 come annunciato da TVO. |
| Dicembre 2017    | Iniziano i test funzionali a caldo. |
| Febbraio 2018    | Il combustibile per il reattore è sul posto. |
| Marzo 2018       | TVO e Areva trovano un accordo sui ritardi. Areva pagherà 450 milioni di euro come risarcimento. |
| 30 Maggio 2018   | Test funzionali a caldo completati. |
| Giugno 2018      | Il completamento è ritardato a settembre 2019 a causa di ritardi nei test funzionali a caldo. |
| Novembre 2018    | Il completamento è ritardato a gennaio 2020 a causa dei test di messa in servizio che richiedono più tempo del previsto. |
| Febbraio 2019    | La STUK ha rilasciato una dichiarazione in cui afferma che la centrale è sicura e può essere concessa una licenza operativa. |
| Marzo 2019       | Il governo finlandese ha concesso una licenza operativa al reattore. |
| Aprile 2019      | TVO ha indicato che il termine di gennaio 2020 per la produzione dovrebbe essere spostato indietro di due mesi a causa di ritardi. |
| Luglio 2019      | Areva ritarda di altri 4 mesi per l'avvio a luglio 2020. |
| Novembre 2019    | Ulteriori ritardi: calendario aggiornato previsto per dicembre. |
| Dicembre 2019    | Areva annuncia un nuovo programma: connessione alla rete elettrica nel novembre 2020, produzione commerciale nel marzo 2021. |
| Agosto 2020      | Areva annuncia un nuovo programma: caricamento del combustibile nel marzo 2021, connessione alla rete elettrica nell'ottobre 2021, produzione commerciale nel febbraio 2022.                                                                                       |
| Marzo 2021       | La STUK concede il permesso di carico del combustibile per il reattore. |
| Aprile 2021      | Finito il caricamento di tutti i 241 gruppi di combustibile nel reattore. |
| Agosto 2021      | La ristrutturazione della turbina richiede più tempo del previsto, causando un altro ritardo di almeno tre mesi. L'avvio del reattore è previsto per gennaio 2022, la produzione di elettricità per febbraio 2022 e la produzione commerciale per giugno 2022.     |
| Dicembre 2021    | TVO ha chiesto e ottenuto il permesso per l'avvio, con la produzione di elettricità rivista per iniziare a fine gennaio 2022. |
| 21 Dicembre 2021 | Il reattore ha raggiunto la criticità il 21 dicembre 2021. |
| 12 Marzo 2022    | La produzione di elettricità è iniziata il 12 marzo 2022. |

## Olkiluoto 4
Il 14 febbraio 2008, TVO sottomette una valutazione di impatto ambientale per un quarto reattore al Ministero del Lavoro e dell'Economia. Il 21 aprile 2010, il governo finlandese decide di dare l'autorizzazione a TVO per un quarto reattore a Olkiluoto. La decisione è stata approvata dal parlamento finlandese il 1º luglio 2010. Se costruito, il quarto reattore poteva essere un PWR o un BWR con una potenza tra 1.000 e 1.800 MW.
Nel settembre 2014, quando il reattore 3 è ancora in costruzione, il governo finlandese cancellò i piani di costruzione di un secondo EPR, optando invece per il progetto di un singolo reattore del consorzio Fennovoima, da costruire in una centrale nucleare di nuova costruzione. Il Ministro degli Affari Economici Jan Vapaavuori riferì che nonostante i lunghi ritardi sul reattore n° 3 e le insoddisfacenti assicurazioni della TVO che il quarto reattore si sarebbe costruito. Il Ministro capo Alexander Stubb disse che la cancellazione dell'opzione non significava la fine del progetto del quarto reattore, e che la TVO avrebbe avuto l'opportunità di riformulare il permesso per il reattore entro il giugno 2015.
Nel giugno 2015, la TVO decise di non chiedere il permesso per la costruzione del reattore n° 4 a Olkiluoto a causa dei ritardi con il reattore n° 3, sostenendo tuttavia che la decisione è relativa alla decisione di principio del 2010 (con scadenza nel 2015).